# Platyptilia sinuosa
Platyptilia sinuosa is een vlinder uit de familie van de vedermotten (Pterophoridae). De wetenschappelijke naam van de soort is voor het eerst geldig gepubliceerd in 1960 door Yano.